# اراسموس داروین
اراسموس داروین (به انگلیسی: Erasmus Darwin) (زاده ۱۷۳۱- مرگ ۱۸۰۲) پزشک و گیاه‌شناس بریتانیایی، او یکی از متفکران اصلی روشنگری میدلند است. داروین درخواست جیمز سوم برای طبابت در دربار پادشاه را رد کرد.
او همچنین به عنوان مخترع و شاعر نیز شناخته می‌شود. شعرهایش بیشتر در مورد تاریخ طبیعی بشر و شامل موضوعاتی دربارهٔ اشکال مختلف زندگی است. او پدربزرگ چارلز داروین و فرانسیس گالتون است. او همچنین از بنیانگذاران انجمن قمری بیرمنگام است. خانه داروین در لیچفیلد هم‌اکنون، موزه‌ای برای آثار و زندگی اوست.

## زندگی و فعالیت‌های علمی
اراسموس داروین در ۱۲ دسامبر ۱۷۳۱ در شهر «الستون هال» در انگلستان متولد شد. پدر اراسموس یک وکیل سرشناس در انگلستان بود. وی در رشتهٔ پزشکی ادامه تحصیل داد و ۵۰ سال به پزشکی پرداخت. همچنین اقدام به تأسیس انجمن گیاه‌شناسی کرد. وی در ۷۱ سالگی درگذشت.